# Matteo Salvatore
Matteo Salvatore (Apricena, 16 giugno 1925 – Foggia, 27 agosto 2005) è stato un cantautore italiano.

## Biografia

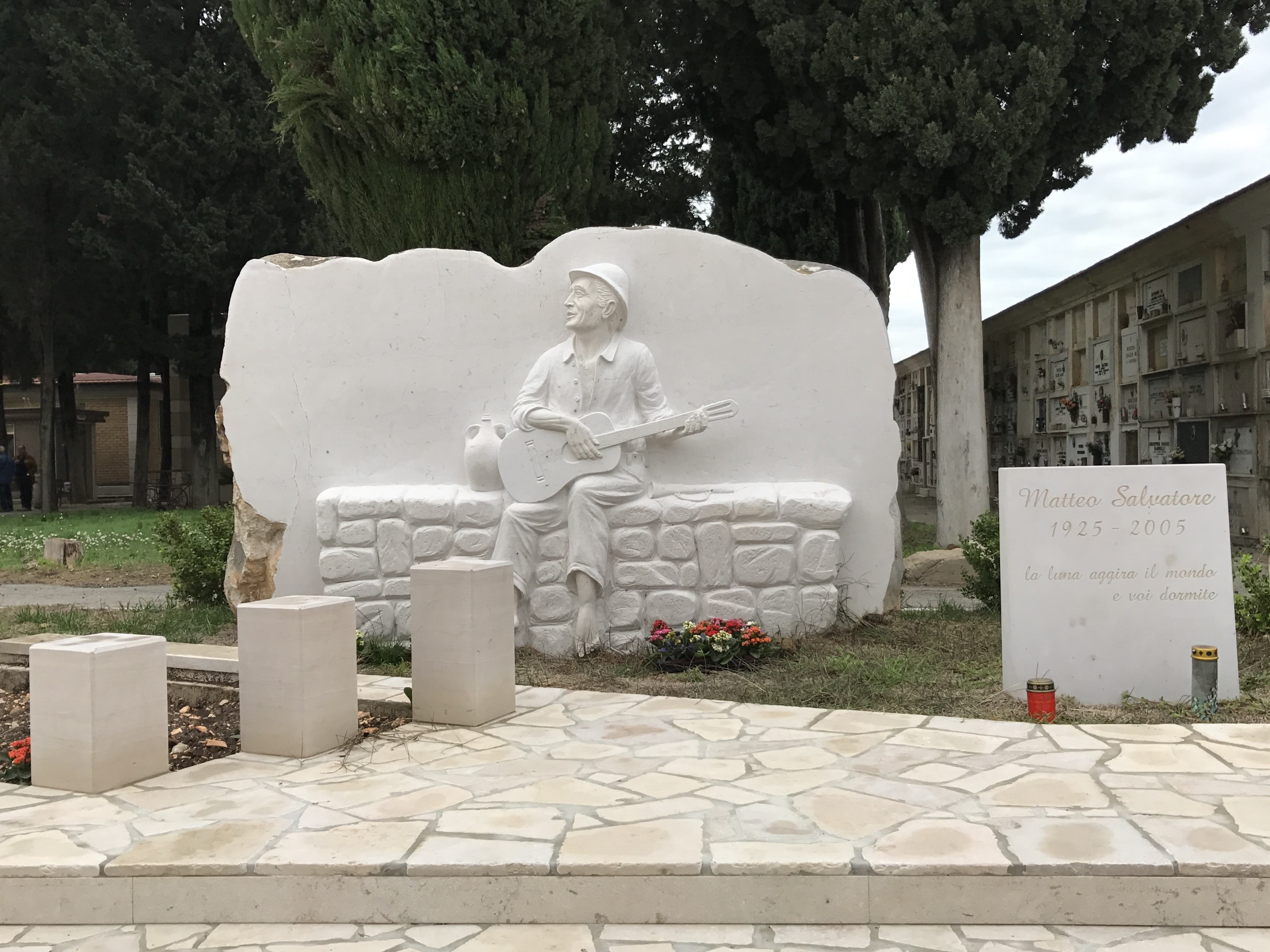
Tomba di Matteo Salvatore nel Cimitero di Apricena

Compositore e cantante di musica popolare, oltre che interprete di canti tradizionali del Gargano, Matteo Salvatore trascorre l'infanzia nella povertà che affligge la terra natìa e l'Italia intera dopo la prima guerra mondiale, tanto che proprio infanzia e povertà diventano i temi maggiormente ricorrenti nei testi delle sue canzoni.
Fin dagli anni Cinquanta compone ed esegue ballate tipicamente pervase da un'aura di allegria e comicità, e arricchite di aneddoti divertenti narrati attraverso un linguaggio caratterizzato da particolare irriverenza.
Viene scoperto da Claudio Villa, che gli fa firmare un contratto per la sua stessa etichetta, la Vis Radio: debutta così nel 1955 con i primi tre 78 giri, pubblicati lo stesso giorno e contenenti sei brani registrati in un'unica sessione.
Pur avendo vissuto una giovinezza di miseria e di analfabetismo, grazie all'affermarsi del talento musicale e alla forza poetica delle sue parole riesce a trovare il proprio riscatto, suscitando l'apprezzamento del pubblico e la stima da parte di diversi intellettuali, tra cui Italo Calvino, il quale afferma che 
(Italo Calvino)
Nel 1973 la sua carriera conosce un'interruzione: viene infatti arrestato con l'accusa di aver ammazzato la sua compagna, la cantante Adriana Doriani; sconta una pena mite (appena 7 anni, poi diventati 4 per buona condotta), secondo le leggi della Repubblica di San Marino ove era avvenuto l'omicidio.
Tra i suoi estimatori anche Vinicio Capossela, che durante il concerto del Primo Maggio 2010 lo ha identificato come "il più grande cantore sullo sfruttamento".
In una sua recente canzone, Italia minore, Eugenio Bennato descrive in pochi versi il grande artista pugliese:
figlio diverso del sud dell’Italia,

la tua canzone è un emigrante

che va a cercare fortuna in Germania.»

## Discografia

### 33 giri
- 1963 - Brutta cafona. 12 canzoni folcloristiche pugliesi (Galleria del Corso, POP 1515)
- 1963 - Storie e melodie d’amore del Sud (Royal, msr M 300/006)
- 1966 - Il lamento dei mendicanti (I Dischi del Sole, DS 140/142)
- 1966 - Puglia (Fonit Cetra, LPP 60)
- 1971 - Le mie Puglie - Padrone mio ti voglio arricchire (Amico, ZSKF 55038); con Adriana Doriani)
- 1973 - Le quattro stagioni del Gargano (Amico, DZSLM 55139; album quadruplo)
- 1973 - Del caldo Sud (Broadway, BW 13061)
- 1978 - Zompa, balla e ridi...con Matteo Salvatore (Fonit Cetra, LPP 383)
- 1978 - Matteo Salvatore (Fonit Cetra, LPP 389–390; album doppio)

### 78 giri
- 21 maggio 1955 - Il venditore ambulante/Salta cardillo (Vis Radio, Vi-5281)
- 21 maggio 1955 - Il carrettiere/Margherita (Vis Radio, Vi-5282)
- 21 maggio 1955 - Marito e moglie/Casa nova (Vis Radio, Vi-5283)
- Aprile 1956 - Lu pecurere/Bella mia (Vis Radio, Vi-5544)
- Aprile 1956 - Viva l'amore/Filomena (Vis Radio, Vi-5545)
- Aprile 1956 - Le dduie botte/Cardelluccio (Vis Radio, Vi-5546)
- Aprile 1956 - SS. Incoronata pt. 1/SS. Incoronata pt. 2 (Vis Radio, Vi-5554)
- Aprile 1956 - Il banditore/Concettina (Vis Radio, Vi-5555)
- Aprile 1956 - Voce palomma/Carmela (Vis Radio, Vi-5556)
- Aprile 1956 - Lu fiore/Francisco a lu paese (Vis Radio, Vi-5557)
- Aprile 1956 - Cianciusella/Pettegolezzi delle commari (Vis Radio, Vi-5558)
- 26 luglio 1956 - La bicicletta/Lu piscatore (Vis Radio, Vi-5648)
- 26 luglio 1956 - Promessi sposi/Lu vecchiu (Vis Radio, Vi-5649)
- 6 luglio 1957 - La bicicletta/Il pecoraio (Fonit, 9612)
- 6 luglio 1957 - Lu prefetto/Io vado all'aia (Fonit, 9613)
- 6 luglio 1957 - La doppietta/La zia (Fonit, 9614)
- 6 luglio 1957 - Teresa/Serenata a dispetto (Fonit, 9615)
- 6 luglio 1957 - San Lazzaro/Filomena (Fonit, 9616)
- 6 luglio 1957 - San Michele/Vorrei cantar con te (Fonit, 9617)
- 6 luglio 1957 - Un pugliese a Roma/Lu limone (Fonit, 9618)
- 6 luglio 1957 - L'u ciaciach/L'ancuilla (Fonit, 9619)

### 45 giri
- 1961 - La bicicletta/Il venditore ambulante (Vis Radio, ViMQN 36696)
- 1961 - Francisco a lu paese/Lu piscatore (Vis Radio, ViMQN 36718)
- 1961 - Lu limone/Morte traditrice (Vis Radio, ViMQN 36724)
- 1961 - La sposa sfunneta/La bicicletta n° 2 (Vis Radio, ViMQN 36725)
- 1961 - Lu prefetto/Maria Nicola (Vis Radio, ViMQN 36726; lato A con Adriana Doriani)
- 1961 - Marito e moglie/Casa Nova (Vis Radio, ViMQN 36788)
- 1962 - Marito e moglie/Un pugliese a Roma (Dominator, DP 10076)
- 1962 - Lu limone/Morte traditrice (Dominator, DP 10078)
- 29 ottobre 1962 - Zompa Cardillo/Filomena (Universal, n.d.; lato A con Adriana Doriani)
- 29 ottobre 1962 - Maria Nicola/Cammina treno (Universal, n.d.; lato A con Adriana Doriani)
- 29 ottobre 1962 - Cardelluccio/Lu bandito (Universal, n.d.; lato A con Adriana Doriani)
- 29 ottobre 1962 - La leggenda di San Nicola di Bari/Pellegrinaggio all'Incoronata di Puglia (Universal, n.d.)
- 1962 - Lu vecchio/Carmela (Combo Record, 264)
- 1962 - Azzicchete a me/Il mercato (Combo Record, 265; lato A con Adriana Doriani)
- 1962 - La terra di nessuno/E corri ciuccio mio! (Combo Record, 268)
- 1962 - Zingarella/Lu dui botte (Combo Record, 271; con Adriana Doriani)
- 1962 - U mamme lu zite mo vene/Nu sciami a mete u grane d'or (Combo Record, 272)
- 1962 - La nuova bicicletta n° 2/La sposa sfunneta (Combo Record, 274)
- 1962 - Zi Duminico/Le nozze della Giannina (Combo Record, 294)
- 1962 - L'anguilla/Girotondo pugliese (Combo Record, 295)
- 1962 - Petto tonno/Il fango e lu traino (Combo Record, 296)
- 1963 - Era scritto così/Carolina (Combo Record, 369)
- 1963 - Io te do tu me dai/Chi vo' prova' l'amore (Combo Record, 370; lato B con Adriana Doriani)
- 1963 - La vedova de lu vecchio/La morte di Genoveffa (Combo Record, 371)
- 1963 - I pettegolezzi della vecchia/Il banditore (Combo Record, 380)
- 1963 - Lu limone/Maria Nicola (Combo Record, 381)
- 1963 - Lo sposalizio/Il pescivendolo (Royal, QC A 1259)
- 1963 - L'ambulante/La bicicletta twist n° 3 (Royal, QC A 1277)
- 1963 - Lu terremoto/Cunta l'ore (Royal, QC A 1278)
- 1964 - Teresa vò lu cefalo/La socera a li zi Peppe (Combo Record, 410)
- 1964 - Cuncettina/Un pugliese a Roma (Combo Record, 411)
- 1964 - Lu litigio/Lu frocio (Combo Record, 412)
- 1964 - La nascita/La morte traditrice (Combo Record, 413)
- 1964 - La bicicletta n° 4/Brutta cafona (Combo Record, 414)
- 25 novembre 1964 - Brutta cafona/Le fontanelle (Vedette, VBN, 41001)
- 26 novembre 1964 - Moglie e marito/Il pastore (Vedette, VBN, 41002)
- 1965 - Filumena/Lu bebe mio/I fuochi (Cricket, SPK 1130)
- 1966 - Stu cavolo/Lu bandito del Gargano (Sonor, ED 102)
- 1966 - Lettera della mamma/Lu grillo e la formica (Sonor, ED 103)
- 1967 - 5, 6 & 7/Turcenelle e rafanelle (Tank, TKP 008)
- 1967 - Tango d'lu ciucce/Raziella (Tank, TKP 009)
- 1967 - Nu brutto jorno/Stornellata pugliese (Tank, TKP 010)
- 1968 - Lu soprastante/Le frustete d'lu padrone (Tank, TKP 017)
- 1971 - Abbasce alla marina/Mo' ve' la pappa (Amico, ZSKF 55038; con Adriana Doriani e Patrizia Fanelli)
- 1973 - Stu cavolo/Lu grillo e la formica (Apricena, 0023 A-B)

### CD
- 1988 - Chants de Mendiants En Italie (Harmonia Mundi, HMA 195434) - Edizione francese dell'album Il lamento dei mendicanti (1967), già pubblicato su vinile in Francia nel 1973.
- 1997 - La voce del Gargano - un viaggio nei suoni del Gargano (Suoni dal mondo)
- 2002 - La luna aggira il mondo e voi dormite (Stampa Alternativa)
- 2004 - Il lamento dei mendicanti (ristampa in CD di DS 140/142)
- 2006 - La Puglia di Matteo Salvatore (Duck Record)
- 2007 - La passione secondo Matteo - (Twilight Music, serie Via Asiago 10, TWI CD AS 07 35)

### Antologie
- 1970 - Le Puglie di Matteo Salvatore (Tank Record, DL 133)
- 1973 - Matteo Salvatore, poeta contadino (Variety, REL SI 19169)
- 1973 - Storie e melodie d'amore del sud (Cicala, BL 7019)
- 1973 - Matteo Salvatore (Cetra, LEL 182)
- 1973 - La Puglia di Matteo Salvatore (Quadrifoglio, VDS 259)
- 1974 - Matteo Salvatore. Canzoni pugliesi (Cicala, BL 7082)
- 1976 - Storie e fatti di Puglia (Record Bazaar, RB 69)
- 1979 - Matteo Salvatore vol.1 - (UP, 5227)
- Matteo Salvatore (Gr, HP 3768)
- Storie e fatti di Puglia (RCA Lineatre)
- Caffè del Bando (2002-2013) by Dj Klandestino (Ma&C Record) serie di 13 compilation di Chill/Lounge e Deep/House in omaggio a Matteo Salvatore  (IN-DEEP-AND-DANCE Music)

## Filmografia
- Il pap'occhio, regia di Renzo Arbore (1980)
- Il cantastorie, regia di Anne Alixe (1995)
- Craj, regia di Davide Marengo (2005)

## L'eredità
- Dopo la sua morte, l'amministrazione comunale di Apricena, ha intitolato un teatro in suo onore, Casa Matteo Salvatore, ove si svolge ogni anno il Meeting Folk: Matteo Salvatore memories, una rassegna musicale che coinvolge vari artisti e gruppi di musica popolare di tutto il Gargano e non solo. Giunto alla sua settima edizione.
- A Foggia, ogni anno si svolge il Premio Matteo Salvatore, manifestazione nella quale numerose band competono tra loro attraverso la rielaborazione di pezzi importanti della discografia del cantautore pugliese.